# Veronica Babirye Kadogo
Veronica Babirye Kadogo, née Veronica Babirye le 13 mars 1977, est une femme politique ougandaise, membre du Parlement représentant le siège réservé aux femmes du district de Buyende au 10e Parlement (2016 à 2021).

## Biographie
Veronica Babirye est née dans le Buyende, dans la région Est de l'Ouganda, le 13 mars 1977. Elle a fréquenté les écoles primaires et secondaires de la sous-région de Busoga (en). Elle est admise à l'université de Kyambogo, où elle obtient un diplôme en Administration des affaires en 2001. En 2005, la même université lui décerne un diplôme de Bachelor of Management Science. Son Master of Business Administration est obtenu à la Makerere University en 2010.
Pendant sept ans, de 2003 à 2010, elle travaille à l'université de Makerere, la plus ancienne et la plus grande université publique d'Ouganda. Elle commence comme agente d'approvisionnement, puis comme agente des archives et enfin comme magasinière.
Lors des élections législatives de 2016, elle est élue représentante du district de Buyende.
Au 10e parlement, Veronica Babirye Kadogo est vice-présidente de la commission des affaires de la Communauté d'Afrique de l'Est. Elle est également membre de deux autres commissions parlementaires, la commission parlementaire sur l'agriculture, l'élevage et la pêche et la commission parlementaire sur les comptes des collectivités locales. Elle est élue au Parlement panafricain en 2016 où elle siège avec quatre autres députés ougandais : Bangirana Kawooya Anifa (en), Morris Ogenga Latigo (en), Felix Ogong (en) et Jacqueline Amongin (en).
En novembre 2018, Veronica Babrirye Kadogo représente l'Ouganda à la 11e Conférence du Parlement panafricain sur les droits des femmes à Kigali, au Rwanda.